# Довге Льодово
Довге Льо́дово (рос. Долгое Лёдово) — присілок у складі Щолковського міського округу Московської області, Росія.

## Населення
Населення — 839 осіб (2010; 849 у 2002).
Національний склад (станом на 2002 рік):
- росіяни — 91 %